# Villa del Carmen (Formosa)
Villa del Carmen é um município da Argentina, localizada na província de Formosa